# 築地虎ノ門トンネル

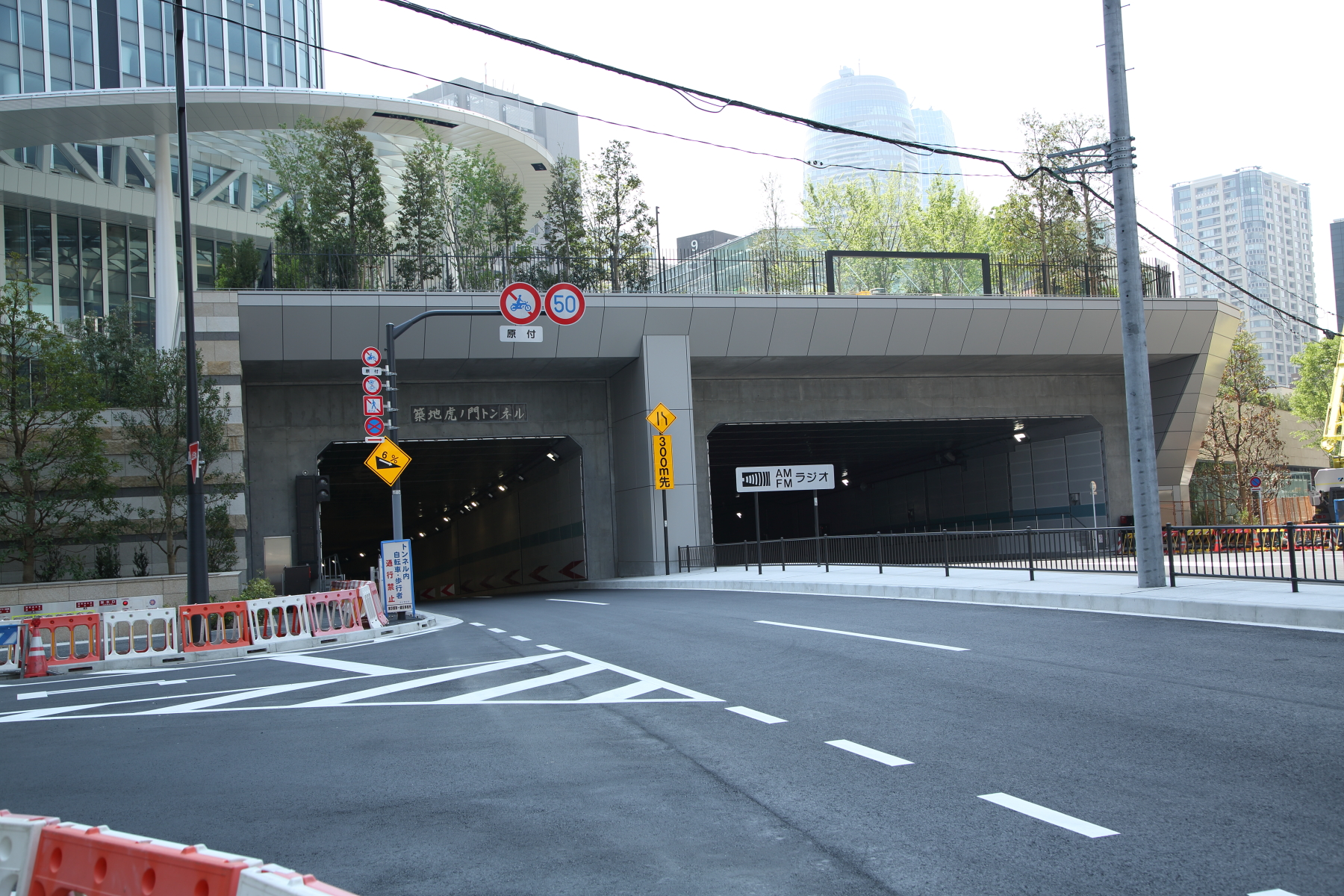
虎ノ門側出口（画面左上に虎ノ門ヒルズ森タワーの下層階が見える）

築地虎ノ門トンネル（つきじとらのもんトンネル）は、東京都中央区築地五丁目と東京都港区虎ノ門一丁目を結ぶ環二通りの延長1,840 m（メートル）、4車線の道路トンネルである。
途中、新橋四丁目より虎ノ門方面への新橋オンランプ・新橋オフランプと銀座八丁目より築地方面への汐留オンランプ・汐留オフランプが設けられる。2014年（平成26年）3月29日に新橋オンランプ・新橋オフランプを含む新橋四丁目と虎ノ門一丁目の間の区間が開通した。2020年東京オリンピック・パラリンピックの選手村と競技会場とを結ぶ輸送ルートとして大会開催前の全区間開通が計画されていたものの、ルート上にあった築地市場の豊洲への移転が当初の予定より遅れたことから、一部区間開通の状態で開催を迎えることになった。汐留オンランプ・汐留オフランプを含む残りの区間は2022年（令和4年）12月18日開通となった。
虎ノ門側出口付近に立体道路制度を利用して開発された虎ノ門ヒルズ森タワーがある。浜離宮恩賜庭園の大手門橋付近で首都高速都心環状線の汐留トンネルが下を潜る形で立体交差する。

## 交叉する主な道路・鉄道
- 築地大橋（直結）
- 新大橋通り
- 首都高速都心環状線
- 首都高速八重洲線・東京都道316号（海岸通り）
- 補助第313号線（汐留ランプ、汐留交差点）・都営地下鉄大江戸線・ゆりかもめ東京臨海新交通臨海線（汐留駅）
- 東海道本線・東海道新幹線
- 国道15号（新橋ランプ、東新橋一丁目（日比谷神社前）交差点）・都営地下鉄浅草線
- 都営地下鉄三田線
- 国道1号・東京メトロ日比谷線（虎ノ門ヒルズ駅）